# Gabriela Carrillo (arquitecta)
Gabriela Carrillo Valadez (1978) es una arquitecta mexicana. Ha sido premiada con diversos galardones de su país, incluyendo el Premio Internacional Mujeres en la Arquitectura 2017. 

## Biografía
Concluyó su carrera de arquitectura en la Universidad Nacional Autónoma de México (UNAM), obteniendo mención honorífica en 2001 del Taller Jorge González Reyna, de dicha casa de estudios. De 2003 a la fecha es docente de la UNAM, en el mismo taller, en los niveles 1, 2, 3 y 4, donde participa en la formación de nuevas generaciones de arquitectos a las cuales intenta transmitir una visión poética de los espacios. 
Desde 2001 y hasta diciembre del 2011, fue directora de proyectos en el Taller de Arquitectura Mauricio Rocha, volviéndose socia de este a partir del año 2012, cambiando el nombre del despacho a Taller | Mauricio Rocha + Gabriela Carrillo. 
Como parte de su carrera académica ha impartido talleres y conferencias en licenciatura y posgrado. Durante 2013 colaboró en la Cátedra Extraordinaria Federico E. Mariscal de la Universidad Nacional Autónoma de México y en la Cátedra Extraordinaria Enrique Manero Peón de la Universidad Marista de Mérida.  
En 2015 participó en el 3er. Simposium de Arquitectura en la Universidad Autónoma de Yucatán.   
Ha participado en exhibiciones nacionales e internacionales, entre las cuales destacan Architecture in Mexico, 1900-2010. The Construction of Modernity, en el Museo Amparo (Puebla, México, 2015), Oris House of Architecture, Zagreb, Croacia, y Ciudad y arquitectura Iberoamericana en el Museo de Arte Contemporáneo de Zulia (Venezuela, 2014), la IX Bienal Iberoamericana de Arquitectura y Urbanismo en Rosario (Argentina, 2014) , entre otras. Su trabajo ha sido publicado en revistas como Código, Summa, Domus, ArquiTK y Architectural Digest.
Después de los sismos de septiembre de 2017 en México, Gabriela Carrillo se integró a los procesos de rehabilitación de edificios y espacios urbanos como parte de su constante compromiso a incidir en la mejora de la calidad de vida a través de los espacios que se habitan. Al respecto, Gabriela Carrillo escribió:
“Estos meses han sido principalmente un espacio de reconocimiento para entender muchas cosas: cómo habitan las comunidades, cómo se relacionan entre ellas, cuáles son las fantasmas que se acarrean de un legado cultural siempre interesante, pero a veces incómodo. Hemos buscado entender los sistemas, cómo el tiempo ha ido deformando incluso las relaciones humanas donde los partidos políticos, la economía mal entendida y la "modernidad" han venido deteriorando la memoria local. Sin duda, tras el 19 de septiembre, tuvimos una oportunidad para preguntarnos cómo podemos ser cómplices y aliados en un proceso que el sismo solo vino a evidenciar. Tenemos que trabajar en silencio y con el mayor respeto posible, desde nuestra propia trinchera.” Carrillo se ha distinguido por una visión crítica de los espacios urbanos, y la manera en que estos forman parte de los procesos sociales, tratando por eso de proponer diseños arquitectónicos que permitan a las personas disfrutar del espacio y tener mejores interacciones.
Gabriela Carrillo Valadez forma parte de una generación de arquitectas mexicanas contemporáneas donde también destacan Tatiana Bilbao, Loreta Castro Reguera, Fernanda Canales, Gabriela Etchegaray, Rozana Montiel, Susana García, Clara de Buen, Teresa Tabóas y Sara Topelson

## Obras
Sus diseños involucran sensibilidad al contexto y medio ambiente, combinando una adecuada selección de materiales provenientes de las regiones en donde se establecen sus creaciones, además de incorporar la mejor tecnología disponible.
Ha trabajado en obras como el Centro Cultural San Pablo (2013), en Oaxaca, la Escuela de Artes Plásticas de Oaxaca (2009) y la Biblioteca para invidentes y débiles visuales de la Ciudadela (2013).

### Centro Académico y Cultural San Pablo

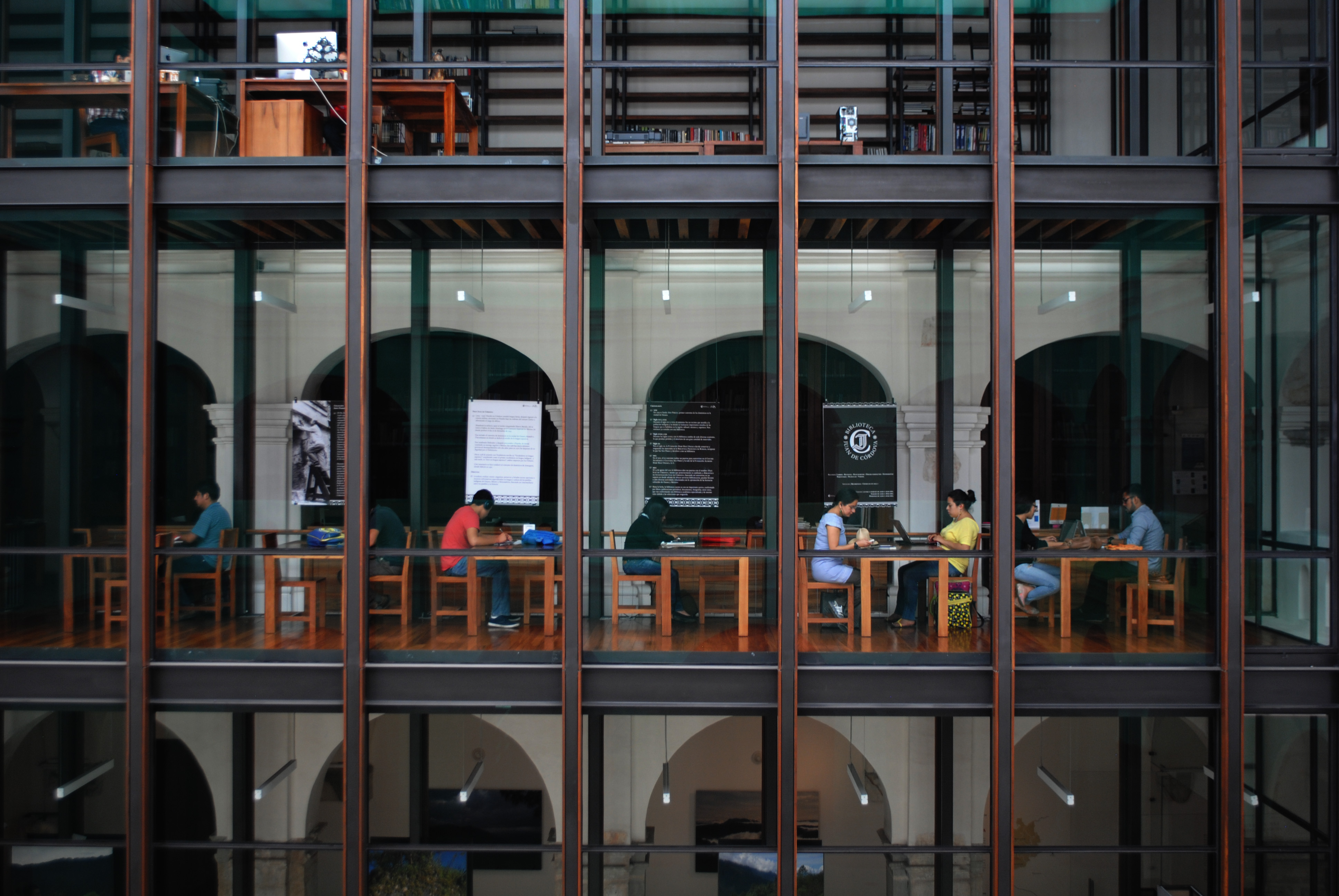
Centro Cultural y Académico San Pablo, en la ciudad de Oaxaca

En 2012 el despacho de arquitectos por Mauricio Rocha + Gabriela Carrillo desarrolló el proyecto del Centro Académico y Cultural San Pablo en el centro de la ciudad de Oaxaca, cuyo recinto se ubica en lo que fuera el Monasterio de Santo Domingo “San Pablo”, edificado en el siglo XVI.
Parte de las intervenciones consistieron en liberar agregados que se habían hecho al edificio y recuperar así espacios para una mejor circulación dentro del edificio, como patios, murales y pasillos, entre otros.  Destaca el trabajo de un pabellón de cristal de 700 m² que conecta tres niveles: la biblioteca del recinto con su sala de lectura, los espacios administrativos y de gestión, así como una zona de exposiciones y archivo.
En este proyecto se incluyeron un vitral y rejas exteriores diseñados por el artista oaxaqueño Francisco Toledo. Los materiales utilizados en el recinto como madera y cantera gris buscan crear un espacio donde pueda dialogar el valor histórico del recinto con lo contemporáneo, creando así un discurso donde se revalora culturalmente un edificio, y se crean posibilidades de ser dinamizado para nuevos proyectos como exposiciones, presentaciones y demás eventos culturales. De esta forma, Carrillo aporta su visión arquitectónica, donde lo espacial va de la mano con la estética, pero también con una función social.

### Juzgados de Pátzcuaro en Michoacán
A partir de que en 2008 se aprobó una ley que incluye los juicios orales, han tratado de gestionarse mejoras en estos procesos en México. Es así como Gabriela Carrillo desarrolla el proyecto para los Juzgados de Pátzcuaro en Michoacán.
El edificio fue construido con piedra de esta región e incorporó detalles en madera. El diseño de sus muros e iluminación, se inspira en dos tipos de edificaciones. El primero son Las Trojes, casas prehispánicas de la región del pueblo purépecha de Angahuan; el segundo referente es el espacio ceremonial Tzin Tzun Tzan, que se refleja en el uso del cristal-transparencia y orificios que permiten crear una atmósfera de amplitud y libertad.
En esta propuesta del uso del espacio, Carrillo manifiesta su poética arquitectónica en la cual ha posicionado a la arquitectura como una disciplina creadora y comunicadora de mensajes para crear mejores condiciones de convivencia. Al respecto, ha expresado: “Pienso mucho en los límites, en cómo romper lo público de lo privado (…) en cómo enmarcar o resaltar las cosas que existen, así sea un árbol o una piedra, en cómo deconstruir los edificios y volvernos transparentes y dialogar con el paisaje y entender los materiales del lugar, y al mismo entender los programas y no subestimarlos…”
Gabriela Carrillo se vale de los materiales y el diseño de luz para crear mensajes y atmósferas que impacten en la manera en que se comunican las personas dentro de estos espacios. Por eso, para estos Juzgados en Pátzcuaro, ha comentado que tuvo especial cuidado en distintos aspectos del diseño: “(…) cómo la luz deconstruye y construye un espacio, de cómo la transparencia y las cosas abiertas generan democracia, de cómo la arquitectura comienza a hablar…”
Este proyecto fue reconocido con el Premio Internacional Mujeres en la Arquitectura en 2017, que también recibió en la misma edición Rozana Montiel.

## Premio y reconocimientos
Ganadora del Premio Internacional Mujeres en la Arquitectura 2017, máximo reconocimiento internacional para las mujeres en la arquitectura, tras diseñar el complejo que alberga las salas de juicios orales en Pátzcuaro, Michoacán, retomando el modelo de construcción empleado por los Purépechas, llamado Las Trojes.
También ha sido reconocida con la Medalla de Plata en la XIII Bienal de Arquitectura Mexicana (2014), con el Primer lugar del Premio CEMEX en la categoría de Impacto Social (2013), el premio Obras, en la categoría de Interiorismo, por la Biblioteca de Débiles Visuales en la Ciudad de México (2013) y la Medalla de Plata en la Bienal de la Ciudad de México.